# Vuelta a España 2025
80. ročník etapového cyklistického závodu Vuelta a España se bude konat mezi 23. srpnem a 15. zářím 2025 v Itálii, Francii, Andoře a Španělsku. Závod bude součástí UCI World Tour 2025 na úrovni 2.UWT a bude třicátým prvním závodem tohoto seriálu.

## Týmy
Závodu se s jistotou budou účastnit všechny UCI WorldTeamy, protože mají účast povinnou. 

## Trasa a etapy
Kompletní trasa závodu byla odhalena 19. prosince 2024.
| Etapa         | Datum     | Trasa                                                      | Vzdálenost    | Typ           | Typ                  | Vítěz         |
| ------------- | --------- | ---------------------------------------------------------- | ------------- | ------------- | -------------------- | ------------- |
| 1             | 23. srpna | Turín (Královský palác Venaria) (Itálie) – Novara (Itálie) | 200 km        |               | Rovinatá etapa       |               |
| 2             | 24. srpna | Alba (Itálie) – Limone Piemonte (Itálie)                   | 157 km        |               | Rovinatá etapa       |               |
| 3             | 25. srpna | San Maurizio Canavese (Itálie) – Ceres (Itálie)            | 139 km        |               | Středně těžká etapa  |               |
| 4             | 26. srpna | Susa (Itálie) – Voiron (Francie)                           | 192 km        |               | Středně těžká etapa  |               |
| 5             | 27. srpna | Figueres – Figueres                                        | 20 km         |               | Týmová časovka       |               |
| 6             | 28. srpna | Olot – Pal (Andorra)                                       | 170 km        |               | Horská etapa         |               |
| 7             | 29. srpna | Andorra la Vella (Andorra) – Cerler (Huesca La Magia)      | 187 km        |               | Horská etapa         |               |
| 8             | 30. srpna | Monzón – Zaragoza                                          | 187 km        |               | Horská etapa         |               |
| 9             | 31. srpna | Alfaro – Valdezcaray                                       | 195 km        |               | Zvlněná etapa        |               |
|               | 1. září   | Den odpočinku                                              | Den odpočinku | Den odpočinku | Den odpočinku        | Den odpočinku |
| 10            | 2. září   | Arguedas – El Ferial Larra Belagua                         | 168 km        |               | Rovinatá etapa       |               |
| 11            | 3. září   | Bilbao – Bilbao                                            | 167 km        |               | Středně těžká etapa  |               |
| 12            | 4. září   | Laredo – Los Corrales de Buelna                            | 143 km        |               | Středně těžká etapa  |               |
| 13            | 5. září   | Cabezón de la Sal – L'Angliru                              | 202 km        |               | Horská etapa         |               |
| 14            | 6. září   | Avilés – Alto de La Farrapona                              | 135 km        |               | Horská etapa         |               |
| 15            | 7. září   | Vegadeo – Monforte de Lemos                                | 167 km        |               | Středně těžká etapa  |               |
|               | 8. září   | Den odpočinku                                              | Den odpočinku | Den odpočinku | Den odpočinku        | Den odpočinku |
| 16            | 9. září   | Poio – Mos                                                 | 172 km        |               | Středně těžká etapa  |               |
| 17            | 10. září  | O Barco de Valdeorras – Ponferrada                         | 137 km        |               | Středně těžká etapa  |               |
| 18            | 11. září  | Valladolid – Valladolid                                    | 26 km         |               | Individuální časovka |               |
| 19            | 12. září  | Rueda – Guijuelo                                           | 159 km        |               | Rovinatá etapa       |               |
| 20            | 13. září  | Robledo de Chavela – Bola del Mundo                        | 156 km        |               | Horská etapa         |               |
| 21            | 14. září  | Valdeolmos-Alalpardo – Madrid                              | 101 km        |               | Rovinatá etapa       |               |
| Celková délka |           |                                                            |               |               |                      |               |

## Průběžné pořadí
| Etapa          | Vítěz | Celkové pořadí | Bodovací soutěž | Vrchařská soutěž | Soutěž mladých jezdců | Soutěž týmů | Cena bojovnosti |
| -------------- | ----- | -------------- | --------------- | ---------------- | --------------------- | ----------- | --------------- |
| 1              |       |                |                 |                  |                       |             |                 |
| 2              |       |                |                 |                  |                       |             |                 |
| 3              |       |                |                 |                  |                       |             |                 |
| 4              |       |                |                 |                  |                       |             |                 |
| 5              |       |                |                 |                  |                       |             |                 |
| 6              |       |                |                 |                  |                       |             |                 |
| 7              |       |                |                 |                  |                       |             |                 |
| 8              |       |                |                 |                  |                       |             |                 |
| 9              |       |                |                 |                  |                       |             |                 |
| 10             |       |                |                 |                  |                       |             |                 |
| 11             |       |                |                 |                  |                       |             |                 |
| 12             |       |                |                 |                  |                       |             |                 |
| 13             |       |                |                 |                  |                       |             |                 |
| 14             |       |                |                 |                  |                       |             |                 |
| 15             |       |                |                 |                  |                       |             |                 |
| 16             |       |                |                 |                  |                       |             |                 |
| 17             |       |                |                 |                  |                       |             |                 |
| 18             |       |                |                 |                  |                       |             |                 |
| 19             |       |                |                 |                  |                       |             |                 |
| 20             |       |                |                 |                  |                       |             |                 |
| 21             |       |                |                 |                  |                       |             |                 |
| Konečné pořadí |       |                |                 |                  |                       |             |                 |

## Konečné pořadí
| Legenda | Legenda                         | Legenda | Legenda                               |
| ------- | ------------------------------- | ------- | ------------------------------------- |
|         | Označuje lídra celkového pořadí |         | Označuje lídra vrchařské soutěže      |
|         | Označuje lídra bodovací soutěže |         | Označuje lídra soutěže mladých jezdců |
|         | Označuje lídra soutěže týmů     |         | Označuje vítěze ceny bojovnosti       |